# بورن (سلسلة أفلام)
أفلام بورن هي سلسلة من أفلام حركة وتجسس وإثارة تستند إلى شخصية جيسون بورن (مات ديمون)، قاتل تابع لـ CIA الذي يعاني من فقدان الذاكرة القصوى الذي يحاول جاهدا معرفة من هو، التي أنشأتها المؤلف روبرت لودلوم.

## القصة
تدور أحداث السلسلة عن شاب يدعى دايفيد ويب (مات ديمون) يتطوع للعمل في مشروع سري حكومي يسمى (تريديستون) والهدف من هذا المشروع هو تدريب عملاء أكفاء للقضاء على الأعداء الذين يشكلون تهديدا للولايات المتحدة بسرية وعدم ترك أي آثار تقود إلى المشروع أو تهدد بكشفه، ويتم إعطاء دايفيد ويب هوية جديدة اسمها جايسون بورن، وتقوم الوكالة بعمل غسيل مخ لعميلها الجديد حتى لا يتذكر أي شيء عن حياته الماضية، ويكلف بورن باول عملية له مع الوكالة والتي تعد اختبار له وإذا نجح فيها فسيصبح عميلا وهذه المهمة هي قتل عضو في البرلمان الروسي يدعى فلاديمير نيسكي، وينجح بورن في هذه المهمة وتعتمد عليه الوكالة في القيام بعدة عمليات كانت إحداها قتل رجل اسود يدعى ومبوسي، ولكن يفشل بورن في هذه المهمة، ويتم العثور عليه في البحر من قبل مجموعة صيادين وهو مغمى عليه وفاقد الذاكرة وعندما يرسو المركب على الشواطئ الفرنسية يبدأ بورن في البحث عن شخصيته، ولكنه لا يعرف من أين يبدأ ولكن تقوده الأحداث للعثور على جوازات سفر مسجلة باسم بورن ومن هنا يبدأ البحث، وبعد ذلك يلتقي بفتاة في السفارة الأمريكية تدعى ماري (فرانكا بوتنت) ويطلب منها إيصاله إلى العاصمة باريس مقابل 20 ألف دولار فتوافق على ذلك لحاجتها للمال، وتتطور الأحداث لتنكشف شخصيته عند الشرطة الفرنسية وتبدا بملاحقته هو وماري، وعند ذلك يدرك جايسون بأنه ورط الفتاة معه ويقرر إيصالها لبر الأمان وأثناء قيامه بذلك يستعيد بعض الأحداث من ماضيه، وتتعقد الامور أكثر فأكثر فيجد نفسه يجيد العديد من اللغات ويقاتل العديد من الأشخاص في نفس الوقت، ويجيد استعمال الاسلحة من البنادق والمسدسات بل وحتى الطائرات والدبابات، وعندما تبدأ صور جايسون في الظهور على التليفزيون وتجد الوكالة انه يشكل تهديد خطير تقرر إرسال أفضل عملائها للقضاء عليه، ولكنه يتمكن هو والفتاة من الهرب إلى الهند، ويطلب من الوكالة التوقف عن ملاحقته والا سيبدأ بمطاردتهم واحدا تلو الآخر حتى يقضي عليهم جميعا، ولكن تستمر الوكالة في ملاحقة عميلها السابق، ويقوم أحد عملائها بقتل ماري، وعند ذلك يتعهد بورن بالقضاء على مشروع (تريديستون) ومن يقف خلفه.

## الافلام
| # | الفيلم               | العرض         | المخرج         | الكتاب                                | القصة                             | المنتجين                                                                                  |
| - | -------------------- | ------------- | -------------- | ------------------------------------- | --------------------------------- | ----------------------------------------------------------------------------------------- |
| 1 | The Bourne Identity  | 14 يونيو 2002 | دوج ليمان      | توني جيلروي وWilliam Blake Herron     | توني جيلروي وWilliam Blake Herron | دوج ليمان, باتريك كرولي و ريتشارد غلادستين                                                |
| 2 | The Bourne Supremacy | 23 يوليو 2004 | بول غرينغراس   | توني جيلروي                           | توني جيلروي                       | Frank Marshall, باتريك كرولي و باول ساند بيرغ                                             |
| 3 | The Bourne Ultimatum | 3 أغسطس 2007  | بول غرينغراس   | Tony Gilroy, George Nolfi وسكوت بورنس | توني جيلروي                       | Frank Marshall, باتريك كرولي و باول ساند بيرغ                                             |
| 4 | The Bourne Legacy    | 10 أغسطس 2012 | توني جيلروي    | دان غيلروي وتوني جيلروي               | توني جيلروي                       | Ben Smith, Frank Marshall, باتريك كرولي و Jeffrey M. Weiner                               |
| 5 | Jason Bourne         | 29 يوليو 2016 | باول غين غرايس | باول غين غرايسو كريستوفر راوس         | باول غين غرايسو كريستوفر راوس     | Ben Smith, مات ديمون, Frank Marshall, Paul Greengrass, غريغوري غودمان و Jeffrey M. Weiner |

## التلفاز
| المسلسل    | الموسم | الحلقات | اول عرض        | اخر عرض        | Showrunner(s) | البث             |
| ---------- | ------ | ------- | -------------- | -------------- | ------------- | ---------------- |
| Treadstone | 1      | 10      | 24 سبتمبر 2019 | 17 ديسمبر 2019 | Tim Kring     | يو إس إيه نيتورك |

## وصلات خارجية
- Box Office Mojo